# Генеральный совет долин Андорры
Генеральный совет (кат. Consell General) — однопалатный парламент Андорры. Также именуется Генеральный совет долин (кат. Consell General de les Valls), для отличия от одноименных парламентов.

## Устройство и полномочия
Генеральный совет долин состоит из 28 членов, избираемых всенародно на 4 года по пропорциональной системе. Из них 14 депутатов избираются в едином округе, представляющем всю страну, а остальные 14 от 7 общин Андорры. Хотя до 1997 депутаты избирались по 2 от каждой общины, после этого было решено распределить количество депутатов от общин согласно их населению.
Генеральный совет избирает из своего состава председателя — генерального синдика (кат. Síndic general), и замещающего его субсиндика (кат. Subsíndic).
Генеральный совет с согласия сокнязей Андорры избирает Главу правительства и Исполнительный совет, состоящий из председательствующего в нём главы правительства и 7 министров.
Резиденция Генерального совета долин размещается в городе Андорра-ла-Велья.

## История
Первый парламент, называемый Совет земли (кат. Consell de la Terra), был учреждён в Андорре в 1419. Он избирал синдиков, осуществлявших руководство княжеством. Хотя совет избирался населением, вскоре его избрание оказалось прерогативой наиболее знатных и богатых семей, поэтому в 1866 была проведена реформа, по которой учреждался Генеральный совет долин, избиравший первого синдика и субсиндика, осуществлявших исполнительную власть. Из его 24 депутатов 20 избирались главами семей на два года. В 1933 после попыток Генерального совета сделать Андорру республикой он был распущен сокнязьями и вновь избран по новой избирательной системе, предоставлявшей избирательное право всем мужчинам, достигшим 25 лет, и право баллотироваться мужчинам, достигшим 30 лет. В 1970 право голоса получили женщины, в 1971 минимальный возраст избирателей был понижен до 21 года, а кандидатов до 25. В 1973 женщины получили право баллотироваться в совет, и в 1978 реформы были закреплены результатами референдума. В том же году с учреждением общины Эскальдес-Энгордань число депутатов возросло до 28.
В 1982 был учреждён Исполнительный совет, состоявший из председателя и 4 советников с министерскими полномочиями, а в 1993 конституция учредила пост Главы правительства и вместо первого синдика пост Генерального синдика, осуществляющего только обязанности председателя парламента. Также было учреждено формирование правительства и парламента по пропорциональной партийной системе, хотя первые политические партии появились в Андорре только в 1976, а признаны официально только в 1992.